# Apol·loni de Brèscia
|  | Per a altres significats, vegeu «Sant Apol·loni». |

Apol·loni de Brèscia (Brèscia?, s. II) fou bisbe de Brèscia. És venerat com a sant per diferents confessions cristianes; es commemora el 7 de juliol.

## Biografia
Apol·loni fou el quart bisbe de Brèscia. Va convertir i batejar els sants Faustí i Jovit de Brèscia; el primer fou ordenat prevere i el segon, diaca. Va disputar amb l'heretge Valentí sobre la transsubstanciació i sobre el baptisme de Calòger, ministre imperial i comandant convertit per Faustí i Jovit.
Segons la passio de Faustí i Jovit, el bisbe fou martiritzat sota l'emperador Hadrià (117-138); el cinquè bisbe de la ciutat, Ursicí, vivia quan es va fer el Concili de Sardica (342-343): si fou el seu successor, no podria haver mort al segle ii, però.

## Veneració

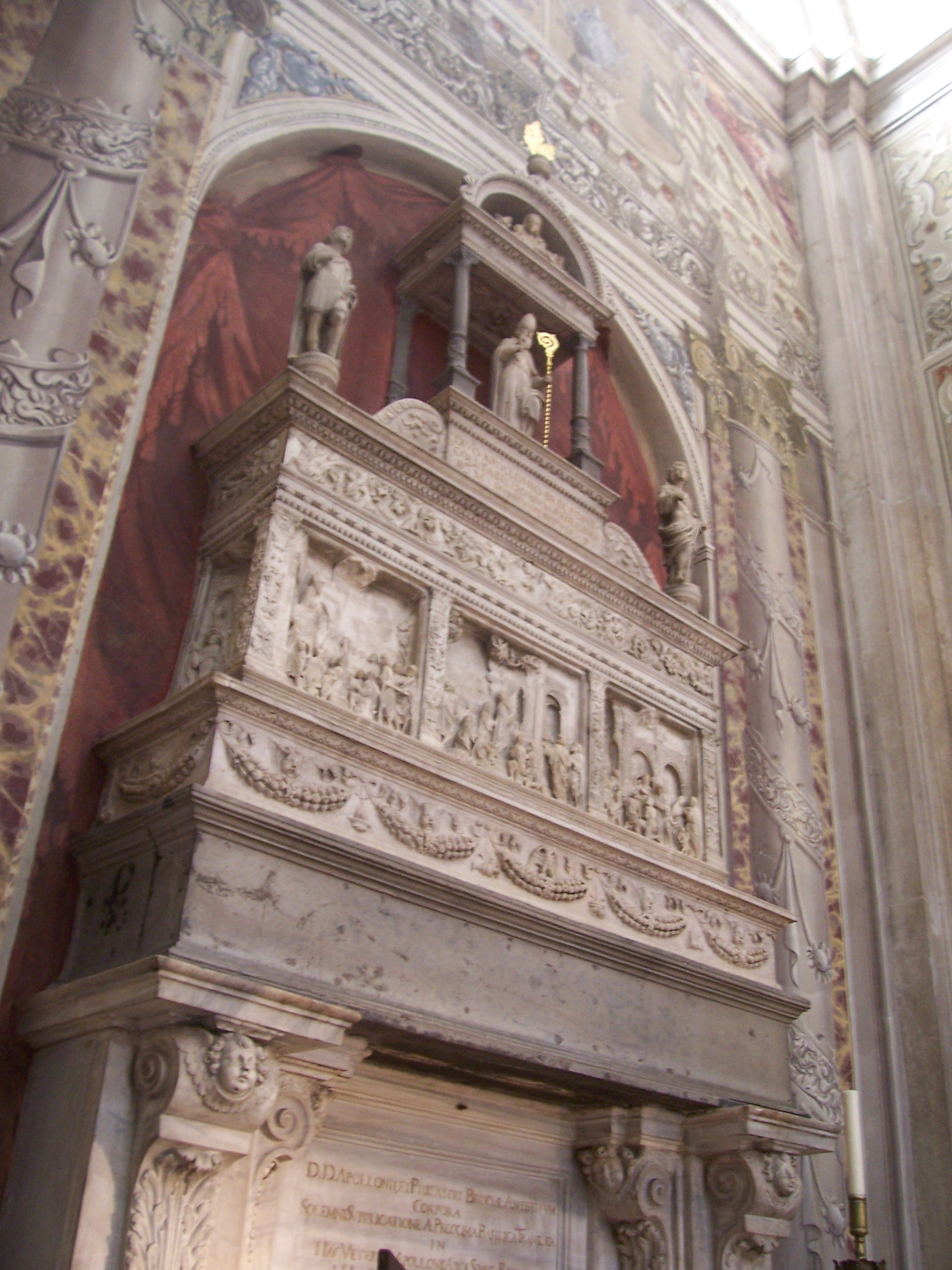
Arca de Sant Apol·loni, al Duomo de Brèscia.

Gaudí de gran veneració a Brèscia i la comarca. El seu cos fou portat per Landolf a la basílica de San Pietro de Dom en 1025. En 1503 se'n retrobaren les relíquies perdudes i els notaris de Brèscia encarregaren una gran arca per guardar-les, acabada en 1510. Col·locada a San Pietro de Dom, fou traslladada al Duomo Vecchio i, en 1674, a la nova catedral, el Duomo Nuovo de Brèscia.

## Desdoblament amb Apol·loni de Benevent
En la llista d'arquebisbes de Benevento hi ha, després de Sant Genar, un Sant Apol·loni, que hauria viscut cp al 326 o 332. No se'n sap res, i les primeres notícies són molt tardanes, del 1625. Les relíquies se'n conserven a la catedral de Benevento, i la seva festa és el 8 de juliol
Sembla, però, que podria tractar-se d'un sant inexistent, desdoblament d'Apol·loni de Brèscia: possiblement aquest sant brescià era venerat a Benevento i, amb el temps, es va confondre amb un bisbe local, celebrant-se'n la festa gairebé el mateix dia.